# نواه جوب
نواه جوب (بالإنجليزية: Noah Jupe) (25 فبراير 2005 في إزلنغتون، المملكة المتحدة) هو ممثل بريطاني. بدأ مسيرته الفنية سنة 2015. قام بأداء دور ماركوس في فيلم مكان هادئ، بيتر في فيلم فورد ضد فراري، جاك ويل في فيلم وندر، اوتيس الصغير في فيلم هني بوي، بالإضافة إلى أعمال أخرى.

## حياته
ولد نواه لأب مخرج - كريس جوب - وأم ممثلة - كاتي كافانا -. لديه أخ وأخت أصغر منه.

## مسيرته المهنية
بدأ جوب مسيرته المهنية في عام 2015، حيث كان أول ظهور له في المسلسل التلفزيوني بيني دريدفول ومسلسل داونتون آبي، في وقت لاحق من عام 2016 لعب دورًا مهمًا في مسلسل التجسس والإثارة ذا نايت مانجر، كما قام بأداء دورًا مهمًا في مسلسل هوديني & دويل.
في عام 2017، بدأ حياته المهنية في الأفلام، حيث كان أول دور رئيسي له في ذا مان وذ ذي آيرون هارت، وهو فيلم دراما من الحرب العالمية الثانية. في نفس العام أيضًا، ظهر في الفيلم البريطاني ذات قود نايت، بالإضافة إلى أنه أدّى أحد الأدوار الرئيسية في الفيلم الكوميدي الأسود Suburbicon، من إخراج جورج كلوني، ظهر أيضًا في فيلم الدراما الكوميدي وندر بدور جاك ويل ، أعز صديق لأوغي بولمان.
في عام 2018، قام بأداء دور البطولة في فيلم الخيال العلمي ذا تيتان، وفي فيلم الرعب مكان هادئ. جون كراسينسكي، الذي كتب وأخرج الفيلم، اختار نواه جوب بناءً على توصية من كلوني.
في عام 2019، لعب جوب دور البطولة في فيلم هني بوي بجانب شيا لابوف. الفيلم مبني على قصة طفولة لابوف في صناعة الترفيه، حيث أدّى جوب دور اوتيس الطفل، ولوكاس هيدجز أدّى دورأوتيس الشاب. في نفس العام ، قام نواه بأداء دور رئيسي في فيلم فورد ضد فيراري.
سيؤدي جوب دور البطولة في فيلم قصير مقتبس من قصة ماي ليتل بوني للمؤلف ستيفن كينغ. كما سيقوم بأداء دور ماركوس أبوت مرة في فيلم مكان هادئ: الجزء الثاني في عام 2021.

## أعماله

### الأفلام
| السنة | العنوان                 | الدور             | ملاحظات |
| ----- | ----------------------- | ----------------- | ------- |
| 2017  | ذا مان وذ ذي آيرون هارت | اتا مورافيك       |         |
| 2017  | ذا قود نايت             | رونالدو           |         |
| 2017  | Suburbicon              | نيكي لودج         |         |
| 2017  | وندر                    | جاك ويل           |         |
| 2018  | هولمز & واتسون          | دوكسي             |         |
| 2018  | مكان هادئ               | ماركوس أبوت       |         |
| 2018  | ذا تيتان                | لوكاس جانسن       |         |
| 2019  | فورد ضد فيراري          | بيتر مايلز        |         |
| 2019  | هني بوي                 | اوتيس لورت الصغير |         |
| 2021  | مكان هادئ: الجزء الثاني | ماركوس أبوت       |         |

### التلفاز
| السنة | العنوان              | الدور              | ملاحظات                       |
| ----- | -------------------- | ------------------ | ----------------------------- |
| 2015  | داونتون آبي          | الطفل              | الحلقة الأولى                 |
| 2015  | بيني دريدفول         | تشارلز تشاندلر     | حلقة: "And They Were Enemies" |
| 2015  | A Song for Jenny     | ويليام             | فيلم تلفزيوني                 |
| 2016  | هوديني & دويل        | كينجسلي كونان دويل | الحلقة الخامسة                |
| 2016  | ذا لاست دراغون سلاير | تايجر برونس        | فيلم تلفزيوني                 |
| 2016  | ذا نايت مانجر        | دانيال روبر        | الحلقة الثالثة                |
| 2020  | The Undoing          | هنري فريزر         | مسلسل قصير                    |

## الجوائز والترشيحات
| السنة | الجائزة                     | الفئة                                          | العمل                   | النتيجة | المصدر        |
| ----- | --------------------------- | ---------------------------------------------- | ----------------------- | ------- | ------------- |
| 2018  | دائرة نقاد لندن             | أفضل فنان بريطاني/ايرلندي شاب للعام            | ذا مان وذ ذي آيرون هارت | رُشِّح     | [ 8 ]         |
| 2018  | دائرة نقاد لندن             | أفضل فنان بريطاني/ايرلندي شاب للعام            | Suburbicon              | رُشِّح     | [ 8 ]         |
| 2018  | دائرة نقاد لندن             | أفضل فنان بريطاني/ايرلندي شاب للعام            | وندر                    | رُشِّح     | [ 8 ]         |
| 2018  | جوائز رابطة نقاد هوليوود    | أفضل أداء لممثل تحت الـ 23                     | مكان هادئ               | رُشِّح     |               |
| 2018  | جائزة الفنان الصغير         | أفضل أداء في فيلم روائي طويل - أفضل ممثل مراهق | Suburbicon              | رُشِّح     | [ 9 ]         |
| 2019  | جائزة اختيار النقاد للأفلام | أفضل ممثل/ة شاب                                | هني بوي                 | رُشِّح     | [ 10 ]        |
| 2019  | جوائز رابطة نقاد هوليوود    | أفضل أداء لممثل تحت الـ 23                     | هني بوي                 | فوز     | [ 4 ]         |
| 2019  | جوائز غوثام                 | Breakthrough Actor ‏                            | هني بوي                 | رُشِّح     | [ 11 ]        |
| 2019  | دائرة نقاد لندن             | أفضل فنان بريطاني/ايرلندي شاب للعام            | هولمز & واتسون          | رُشِّح     | [ 12 ] [ 13 ] |
| 2019  | دائرة نقاد لندن             | أفضل فنان بريطاني/ايرلندي شاب للعام            | مكان هادئ               | رُشِّح     | [ 12 ] [ 13 ] |
| 2019  | دائرة نقاد لندن             | أفضل فنان بريطاني/ايرلندي شاب للعام            | ذا قود نايت             | رُشِّح     | [ 12 ] [ 13 ] |
| 2019  | دائرة نقاد لندن             | أفضل فنان بريطاني/ايرلندي شاب للعام            | ذا تيتان                | رُشِّح     | [ 12 ] [ 13 ] |
| 2020  | دائرة نقاد لندن             | أفضل فنان بريطاني/ايرلندي شاب للعام            | فورد ضد فيراري          | رُشِّح     | [ 14 ]        |
| 2020  | دائرة نقاد لندن             | أفضل فنان بريطاني/ايرلندي شاب للعام            | هني بوي                 | رُشِّح     | [ 14 ]        |
| 2020  | جوائز الروح المستقلة        | أفضل ممثل مساعد                                | هني بوي                 | رُشِّح     | [ 15 ]        |

## روابط خارجية
- نواه جوب على موقع IMDB
- نواه جوب على موقع Rotten Tomatoes
- نواه جوب على موقع AlloCiné
- نواه جوب على موقع قاعدة بيانات الأفلام العربية